# Juchari-Stał
Juchari-Stał (ros. Юхари-Стал) – wieś w Rosji, w Dagestanie, w rejonie sulejman-stalskim. W 2010 liczyła 1709 mieszkańców, głównie Lezginów.